# New Bedford, Massachusetts

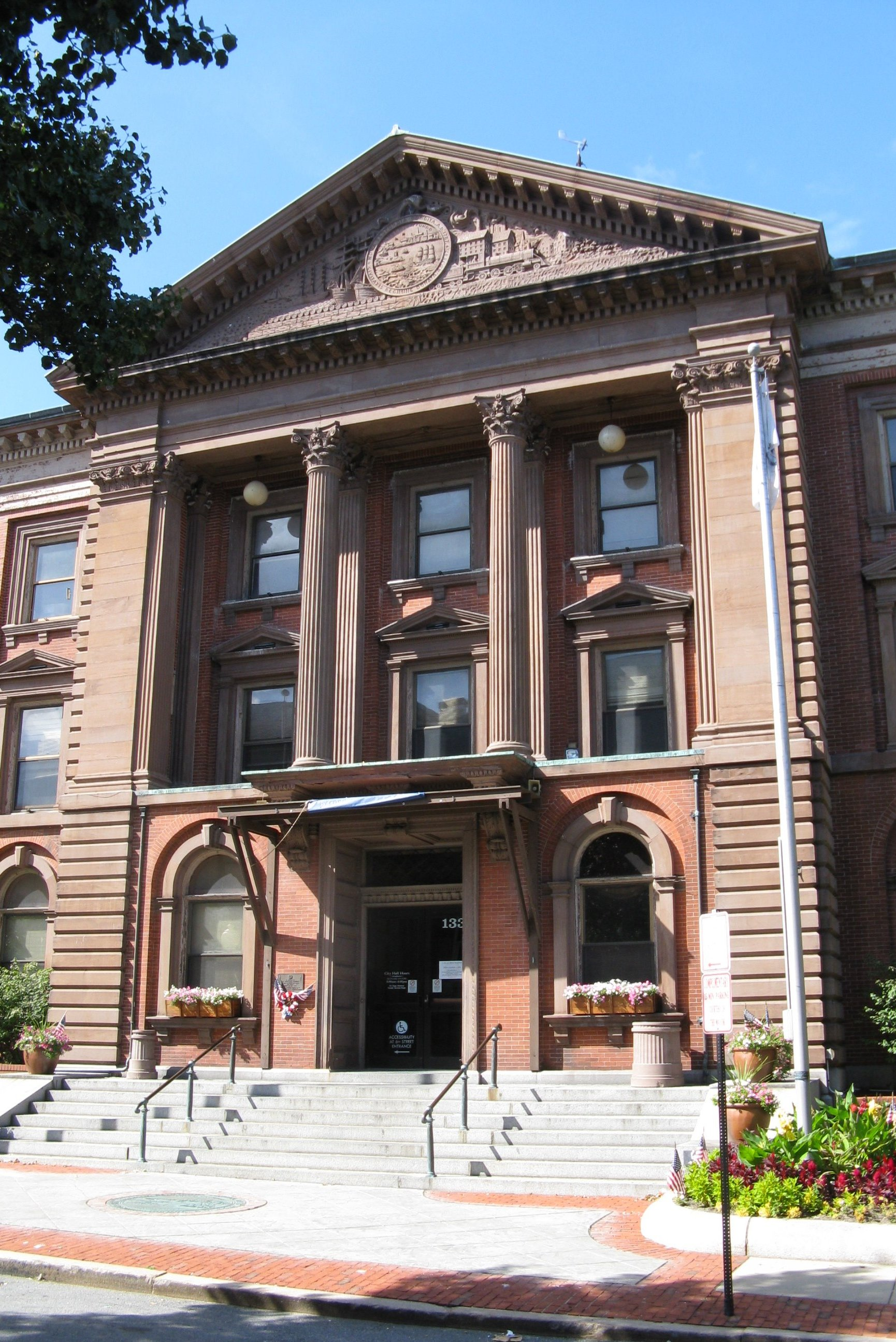

New Bedford, Massachusetts là một thành phố thuộc quận Bristol trong tiểu bang thịnh vượng chung Massachusetts, Hoa Kỳ. Thành phố có tổng diện tích 62,5 km², trong đó diện tích đất là km². Theo điều tra dân số Hoa Kỳ năm 2010, thành phố có dân số 95.072 người, là thành phố lớn thứ 6 bang Massachusetts.
New Bedford có khoảng cách 51 dặm (82 km) về phía nam Boston, 28 dặm (45 km) về phía đông nam của Providence, Rhode Island, và khoảng 12 dặm (19 km) về phía đông của Fall River. New Bedford có biệt danh là "Thành phố săn bắt cá voi" bởi vì trong thế kỷ 19 đây là một trong các cảng đánh bắt cá voi quan trọng nhất trên thế giới. Thành phố, cùng với Fall River và Taunton, là một trong ba thành phố ở phía nam bờ biển Massachusetts.